# Капталан (Алба)
Капталан (рум. Căptălan) насеље је у Румунији у округу Алба у општини Ношлак. Општина се налази на надморској висини од 265 m.

## Становништво
Према подацима из 2002. године у насељу је живело 378 становника.

### Попис2002.
| Расподела становништва по националности 2002.‍ | Расподела становништва по националности 2002.‍ | Расподела становништва по националности 2002.‍ | Расподела становништва по националности 2002.‍ | Расподела становништва по националности 2002.‍ |
| --------------------------------------------- | --------------------------------------------- | --------------------------------------------- | --------------------------------------------- | --------------------------------------------- |
|                                               |                                               |                                               |                                               |                                               |
| Румуни                                        | Румуни                                        |                                               | 290                                           | 76,9%                                         |
| Мађари                                        | Мађари                                        |                                               | 42                                            | 11,1%                                         |
| Роми                                          | Роми                                          |                                               | 45                                            | 11,9%                                         |